# Sekretariatsgebäude der Vereinten Nationen
Das Sekretariatsgebäude der Vereinten Nationen ist ein Wolkenkratzer in Manhattan in New York City. Er ist Teil des UNO-Hauptquartiers, das aus vier Gebäuden besteht.

## Beschreibung

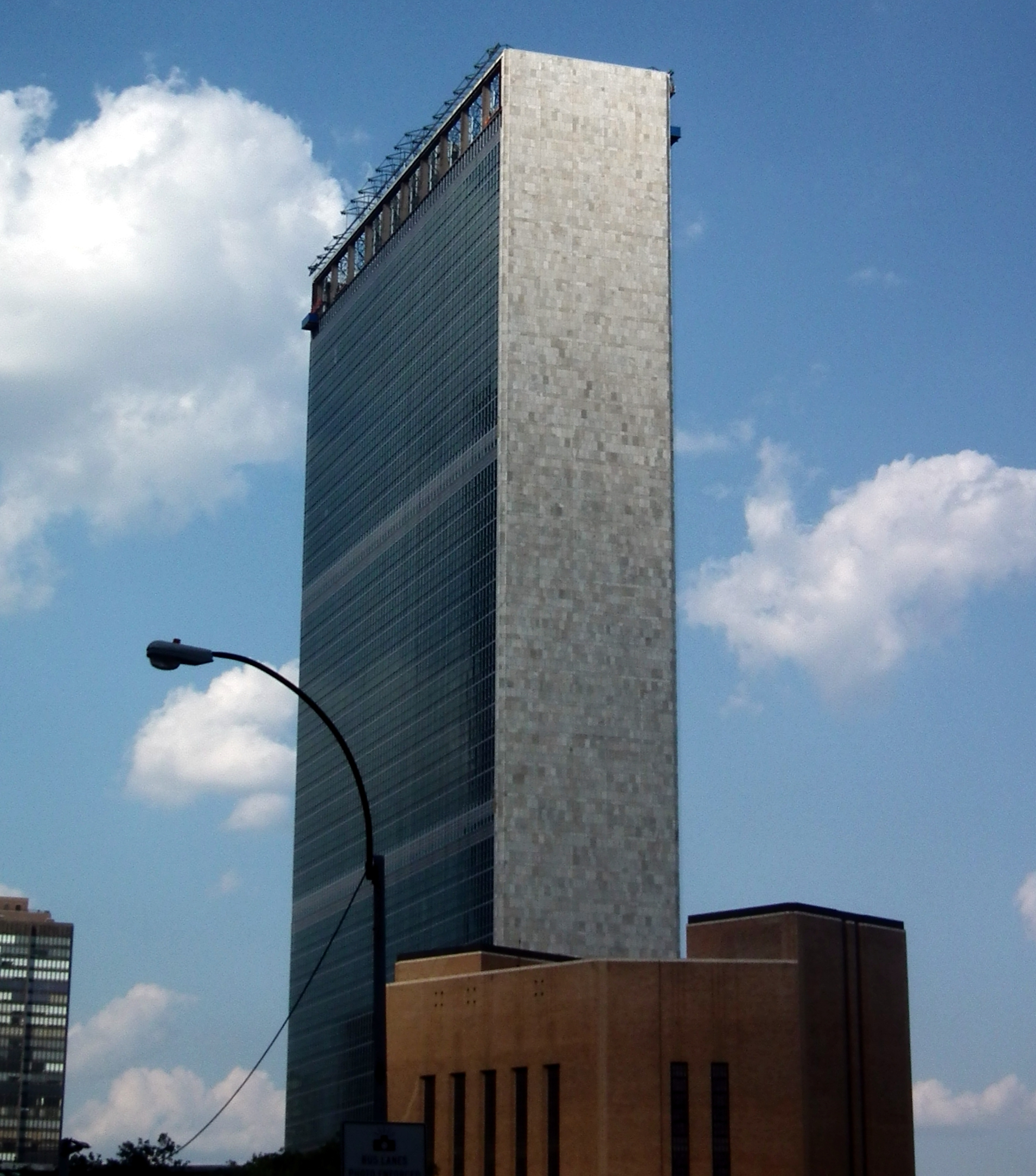
Blick auf die schmale Seite 2011

Das Sekretariatsgebäude befindet sich in Midtown Manhattan im Stadtteil Turtle Bay direkt am East River. Es ist wie der ganze UN-Komplex von dem FDR Drive (Tunnel) im Osten, der East 42nd Street im Süden, der First Avenue (United Nations Plaza) im Westen und East 48th Street im Norden umgeben. Der 18 Hektar große Komplex gilt als internationales Territorium. Nördlich ist das Sekretariatsgebäude direkt mit dem Konferenzgebäude des Sicherheitsrates der Vereinten Nationen verbunden. Südwestliches Nachbargebäude ist die Dag-Hammarskjöld-Bibliothek. Vor dem Sekretariat steht die 1962/63 geschaffene Bronzeskulptur „Single Form“ der englischen Bildhauerin Barbara Hepworth (1903–1975).
Das Bürogebäude wurde im Internationalen Stil von einem Team aus elf Architekten unter Leitung von Wallace Harrison entworfen. Darunter befanden sich Oscar Niemeyer und Le Corbusier, deren Vorschläge schließlich als Kombination zum Tragen kamen. Der 39 Stockwerke zählende, 154,3 Meter (506 Fuß) hohe Wolkenkratzer wurde im Jahr 1951 nach einer Bauzeit von drei Jahren fertiggestellt. Die Eröffnung fand bereits am 21. August 1950 statt. Das schmale rechteckige Gebäude besitzt an den Längsseiten eine grün getönte gläserne Vorhangfassade, die beiden schmalen Seiten sind mit Marmorplatten aus Vermont verkleidet. Das im Laufe der Zeit stark heruntergekommene und veraltete Sekretariatsgebäude wurde ab 2010 umfassend renoviert und schrittweise von Juli bis Dezember 2012 wiedereröffnet. Unter anderem wurden die marode Glasfassade und die veraltete Inneneinrichtung ersetzt. Das Gebäude beherbergt zurzeit Büros von 193 Mitgliedstaaten der Vereinten Nationen, bei seiner Eröffnung waren es 50 Staaten.